# Chrysosoma negotiosum
Chrysosoma negotiosum är en tvåvingeart som beskrevs av Octave Parent 1935. Chrysosoma negotiosum ingår i släktet Chrysosoma och familjen styltflugor. Inga underarter finns listade i Catalogue of Life.